# Cryostats à bain Roubeau et à bain Claudet
Pour les articles homonymes, voir Claudet.
 (mars 2012).
Les cryostats à bain Roubeau et les cryostats à bain Claudet sont des architectures cryogéniques permettant d'accéder à des températures inférieures ou égales à 2,2 K tout en restant à la pression atmosphérique. 

## Description
Ces dispositifs comprennent un bain d'hélium liquide dans lequel est immergé l'objet à refroidir (en général un aimant supraconducteur). En l'absence d'aménagement particulier, ce bain d'hélium aurait une température voisine de 4,2 K (hélium liquide saturé, en équilibre avec sa vapeur à la pression atmosphérique). Il s'agit certes d'une température intéressante, permettant d'atteindre l'état supraconducteur pour la plupart des bobines supraconductrices, mais il est possible d'améliorer très sensiblement les performances de ces bobines en accédant à des températures plus basses (2,16 K pour le bain Roubeau, et jusqu'à 1,6 K voire moins pour le bain Claudet). Bien que ces températures ne semblent que légèrement plus basses que celle de vaporisation de l'hélium à la pression atmosphérique, elles permettent un gain important en performances (champ magnétique que l'on peut atteindre avec une bobine supraconductrice).

### Les matériaux supraconducteurs
Les supraconducteurs classiques (à basse température critique) sont très utilisés depuis plusieurs décennies. Le niobium-titane (NbTi) par exemple est d'un emploi relativement commode. On en fait du câble de section très variable pouvant atteindre plusieurs dizaines de mm 2, et constitué de nombreux filaments de NbTi dans une matrice de cuivre. Ce câble peut être enroulé pour constituer des aimants supraconducteurs (il s'agit en fait d'électroaimants et non d'aimants permanents), dont les dimensions peuvent atteindre plusieurs dizaines de mètres.

### Aimants supraconducteurs
L'intérêt de ces aimants supraconducteurs est l'obtention de champs magnétiques très intenses avec une faible consommation d'énergie électrique. Refroidi en dessous de sa température critique (de l'ordre de 9 K pour le NbTi), le matériau supraconducteur voit sa résistance électrique devenir nulle. Parcouru par un courant électrique à l'origine du champ magnétique désiré, il n'est le siège d'aucun dégagement de chaleur par effet Joule, donc d'aucune consommation d'énergie. Une telle bobine supraconductrice fermée sur elle-même électriquement et déconnectée de son générateur après avoir été chargée en courant peut maintenir son courant électrique (et le champ magnétique qui en découle) pendant des heures voire des jours. La stabilité du courant n'est limitée que par les petits défauts métallurgiques du câble supraconducteur, pouvant provoquer quelques dissipations. Cette propriété intéressante est peut-être à l'origine du terme d'aimant appliqué aux bobines supraconductrices.
L'obtention de champs magnétiques équivalents avec des conducteurs en cuivre nécessiterait des puissances électriques se chiffrant en Mégawatts. L'intérêt d'utiliser des supraconducteurs est ici évident, malgré la complication engendrée par la cryogénie associée.

### Limitations des supraconducteurs

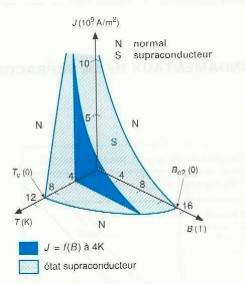
Figure 1: diagramme de phase de l'alliage NbTi.

Un câble supraconducteur a une aptitude limitée à transporter un courant électrique avec une résistance électrique nulle (état supraconducteur par opposition à l'état résistif dit état normal). 
La première limitation est la température du câble, qui doit être inférieure à la température critique du matériau. En dessous de cette température, le matériau est à l'état supraconducteur, au-dessus, il transite à l'état normal et devient brutalement résistif ce qui génère un échauffement par effet Joule s'il est parcouru par un courant.
La deuxième limitation est liée au champ magnétique auquel est éventuellement soumis le câble. Plus ce champ magnétique est important, plus basse est la température critique apparente.
La troisième limitation est liée à la densité du courant électrique transporté (en ampères par millimètre carré de section du conducteur). Si l'on augmente la valeur du courant transporté par un câble supraconducteur, au-delà d'une certaine limite, le câble transite à l'état normal, devient résistif, et s'échauffe par effet Joule.
Dans les aimants supraconducteurs, le courant porté par le câble sert à générer un champ magnétique qui limite lui aussi la capacité de transport de courant.
La figure 1 illustre ainsi les limitations du domaine supraconducteur pour le cas du niobium-titane.

### Intérêt de baisser la température

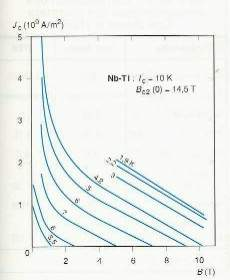
Figure 2: évolution des performances du NbTi avec la température.

La figure 1 met en évidence l'accroissement des performances que l'on peut attendre si on abaisse la température des conducteurs. La figure 2 présente cet effet sous une autre forme.
Les bobines supraconductrices fonctionnent souvent en étant immergées dans un bain d'hélium liquide. Le refroidissement des conducteurs est ainsi aussi efficace que possible. Les diverses pertes thermiques qui peuvent apparaître dans les bobinages (pertes en champ variable par exemple) sont ainsi évacuées au mieux vers le bain.
Si l'on abaisse la température de ce bain, on abaisse directement la température des conducteurs, et l'on peut accéder à un champ magnétique plus important. Pour une bobine donnée, le champ magnétique généré est proportionnel au courant que l'on fait passer dans la bobine.

### L'hélium superfluide

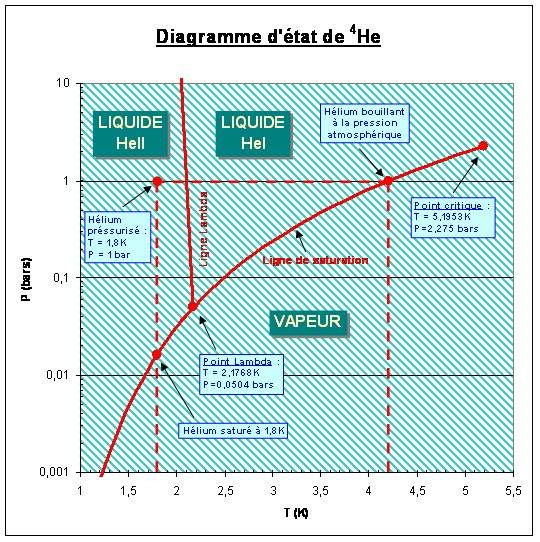
Figure 3: diagramme d'état de l'hélium 4.

L'hélium liquide est le fluide que l'on utilise pour le refroidissement des bobines en supraconducteurs classiques car il est le seul permettant d'atteindre les basses températures requises. C'est un fluide aux propriétés très particulières. Il ne possède pas de point triple, mais 2 phases liquides existent à basse température :
- l'hélium liquide normal dit Hélium I ;
- l'hélium liquide superfluide dit Hélium II.

Pour obtenir du superfluide, il faut franchir la ligne lambda (voir figure 3), et donc abaisser la température en dessous de 2,16 K. L'hélium superfluide est très intéressant pour refroidir des bobines, car outre les basses températures qu'il permet d'atteindre, il présente une conductivité thermique extraordinairement élevée (jusqu'à 1 000 fois plus grande que celle du cuivre par exemple).

## Le bain pompé

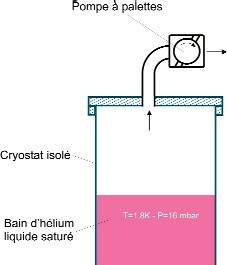
Figure 4: cryostat à bain pompé.

Le moyen le plus simple pour obtenir un bain d'hélium superfluide est de remplir un réservoir d'hélium liquide à 4,2 K, puis d'abaisser progressivement la pression au-dessus du bain en pompant dessus (voir figure 4).
On déplace ainsi l'équilibre thermodynamique. La surface du liquide voit la pression baisser et se met ainsi à bouillir. Au fur et à mesure que la pression baisse, on suit la courbe d'équilibre liquide-vapeur (notée ligne de saturation sur la figure 3). Le liquide qui 's'évapore en bouillant génère des frigories qui refroidissent le bain de liquide progressivement. Finalement, il s'établit une pression (et donc une température) d'équilibre, fonction de la capacité de pompage de la pompe et des pertes thermiques naturelles du bain qui génèrent un certain débit d'évaporation.
Par ce moyen, on peut assez facilement obtenir un bain à une température de 1,8 K (pression 16 mbars), voire plus bas.

### Inconvénient du bain pompé
Pour refroidir le bain de sa température initiale de 4,2 K à la température finale (1,8 K par exemple), on consomme une part importante du liquide (presque la moitié).
Mais l'inconvénient majeur du bain pompé pour le refroidissement des bobines supraconductrices est que l'on est à basse pression (quelques millibars à quelques dizaines de millibars). La tenue diélectrique de l'hélium est alors très faible, illustrée par la courbe de Paschen (figure 5).
En cas de transition brutale de la bobine de l'état supraconducteur à l'état normal (on parle de quench), l'énergie magnétique contenue dans la bobine peut générer des tensions électriques très élevées (plusieurs milliers de volts). Si l'isolation électrique du cryostat est affaiblie par les propriétés de l'hélium autour de la bobine, des amorçages électriques très destructeurs peuvent se produire.

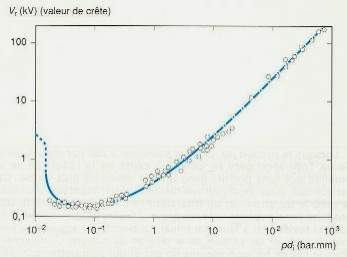
Figure 5: Courbe de Paschen (tenue diélectrique) pour 4He à 20 °C.

Pour éviter cet inconvénient, on utilise le plus souvent un bain pressurisé, généralement à une pression voisine de la pression atmosphérique, procurant une tenue diélectrique confortable.

## Le bainRoubeau

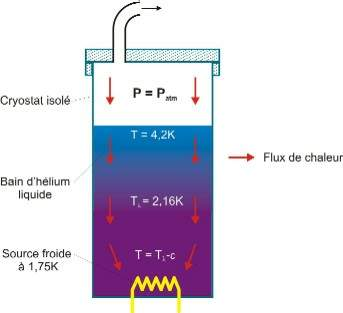
Figure 6: Principe du bain Roubeau.

Une architecture simple est le bain Roubeau, du nom d'un physicien du CEA de Saclay. Un tel bain permet de refroidir une bobine (ou tout autre objet) à une température voisine de la température lamda (2,17 K). Même si cette température semble proche de la température de l'hélium bouillant naturellement à la pression atmosphérique (4,2 K), elle peut procurer un substantiel gain en performances. Par exemple, une bobine supra limitée à une induction de 8 teslas à 4,2 K pourra atteindre 10 teslas à 2,17 K.
Pour former un bain Roubeau, on équipe un classique cryostat à bain d'hélium liquide d'une source froide adéquate située en partie basse. On verra plus loin comment réaliser une telle source froide. Lorsque la source froide est en fonctionnement, elle refroidit le liquide qui l'entoure et celui-ci coule au fond du bain, car sa densité devient plus grande que celle du liquide à 4,2 K du reste du bain. Lorsque la température lambda est atteinte, le processus devient plus efficace car l'hélium liquide refroidi devient superfluide et conduit alors très bien la chaleur. Il se forme en partie basse du bain une bulle homogène de liquide à la température lambda, dans laquelle on peut installer la bobine supraconductrice. Mais il est impossible de descendre à des températures plus basses, même si l'on augmente considérablement la puissance frigorifique de la source froide. La bulle de superfluide va s'étendre vers le haut et refroidir les couches supérieures du bain, qui forment une zone à gradient de température. La surface libre du liquide est proche de 4,2 K car elle est en équilibre avec la vapeur à la pression atmosphérique qui la surmonte. La partie basse de cette zone à gradient est proche de la température lambda. Si l'on augmente la puissance frigorifique, l'épaisseur de la zone à gradient va diminuer, et celle-ci va conduire de haut en bas un flux de chaleur de plus en plus grand. À la limite, on va condenser l'hélium gazeux au-dessus du bain, ce qui va créer un flux de chaleur descendant à travers la zone à gradient, et qui va équilibrer la puissance frigorifique fournie par la source froide.
C'est la très grande conductivité thermique de l'hélium superfluide qui bloque le bain à la température lambda.

## Le bainClaudet

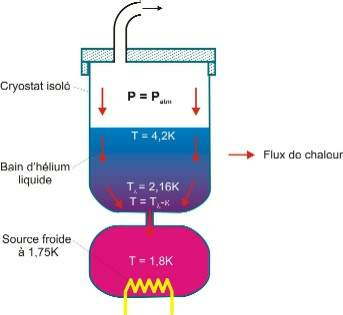
Figure 7: principe du "bain Claudet".

Pour éviter cette limitation, et atteindre des températures plus basses que la température lambda (1,8 K par exemple), il faut aménager un bain Claudet (du nom d'un ingénieur du CEA de Grenoble).
L'idée de base est de créer un certain degré d'isolation thermique entre la partie basse du bain où l'on va installer la bobine et où l'on souhaite atteindre 1,8 K et la partie supérieure du bain. L'hélium superfluide étant un très bon conducteur de la chaleur, il faut réduire très sensiblement la section du bain dans la zone comprise entre 1,8 K et la température lambda, comme illustré sur la figure 7.
La fuite de chaleur conduite par ce canal doit être aussi faible que possible car elle constitue le plus gros de la charge thermique que supporte la source froide.

### Réalisation pratique pour un cryostat de laboratoire

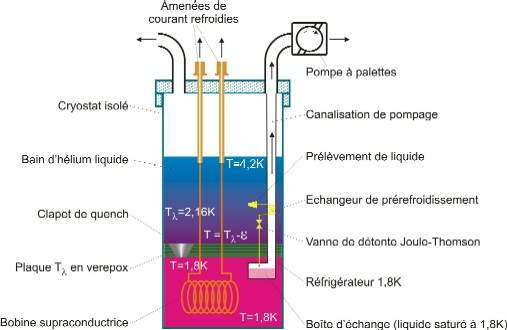
Figure 8: cryostat de laboratoire à bain Claudet.

La figure 8 illustre comment on peut réaliser un cryostat de laboratoire à bain Claudet pour refroidir une bobine à 1,8 K tout en restant à la pression atmosphérique.
Le bain est divisé en deux parties séparées par une plaque T constituée d'un matériau composite fibres de verre/résine époxy (verepox). Ce matériau conduit mal la chaleur, mais comme sa section est grande (égale à celle du bain), il faut tout de même lui donner une forte épaisseur (10 cm par exemple) pour limiter le flux de chaleur qu'il va conduire (sa face supérieure est à 2,6 K et sa face inférieure à 1,8 K).
Cette séparation des deux bains n'est pas étanche: la plaque isolante est ajustée au mieux, mais il existe un petit jeu en périphérie entre la plaque et la paroi du bain. Ce jeu permet des échanges d'hélium liquide entre les deux bains, au gré des dilatations et contractions thermiques. La section du canal liquide formé par ce jeu, doit être faible pour limiter la chaleur conduite.
La bobine est installée dans la partie basse du bain, homogène en température (1,8 K par exemple). Il est indispensable d'intégrer une soupape à la plaque isolante. En cas de quench de la bobine, une grande quantité d'hélium liquide est brutalement vaporisée, qu'il faut pouvoir évacuer rapidement.
La figure 8 illustre également comment obtenir une source froide à 1,8 K pour refroidir le bain. De l'hélium liquide (à 4,2 K) est prélevé dans le bain principal, à la pression atmosphérique. En faisant subir à ce liquide une détente isenthalpique (dite de Joule-Thomson), on va abaisser sa température, au prix de l'évaporation d'une fraction de cet hélium. La température de l'hélium après détente est fixée par la basse pression que la pompe est capable de maintenir au bas de la canalisation de pompage. Le rendement de la détente peut être grandement amélioré si l'on pré-refroidit l'hélium liquide prélevé à 4,2 K en le faisant passer dans un échangeur traversé par les vapeurs froides pompées. La détente a lieu dans une vanne Joule-Thomson réglable permettant d'ajuster le débit. En traversant la vanne, l'hélium liquide se refroidit et se vaporise partiellement. C'est la fraction évaporée qui fournit les frigories servant à refroidir le liquide restant. Ce mélange diphasique est amené dans une boîte d'échange située au pied de la canalisation de pompage. La fraction évaporée est avalée par la pompe via la canalisation de pompage. Le liquide refroidi à 1,8 K coule au fond de la boîte et sert de source froide pour le bain qui l'entoure (bain de la bobine). En absorbant de la chaleur du bain, le liquide de la boîte est évaporé et évacué vers la pompe.
La pompe doit être de capacité suffisante pour maintenir une pression basse sur la boîte d'échange (typiquement 10 à 15 mbar), le débit étant fixé par la charge thermique à évacuer.

### Lebain Claudetpour les grands instruments

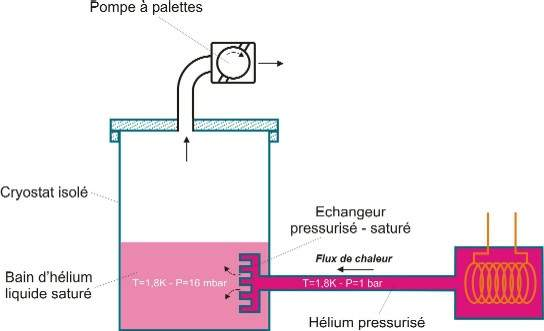
Figure 9: Lien thermique par canal d'hélium superfluide.

Le principe du bain Claudet peut s'appliquer à des installations bien plus grandes que les cryostats de laboratoire, comme le tokamak Tore Supra à Cadarache ou le Large Hadron Collider du CERN.
Si nécessaire, la source froide à 1,8 K (hélium saturé) peut être éloignée de plusieurs mètres ou plusieurs dizaines de mètres des bobines supraconductrices à refroidir. Celles-ci baignent dans de l'hélium liquide pressurisé (à la pression atmosphérique) sous-refroidi à la température d'utilisation (1,8 K par exemple).
Un lien thermique très efficace peut être établi sur de telles distances en utilisant un canal d'hélium superfluide pressurisé. Celui-ci permet de drainer efficacement la chaleur à évacuer, depuis la bobine jusqu'à la source froide d'hélium saturé, avec des différences de température largement inférieures à 1 K,.